# Електричний резонанс

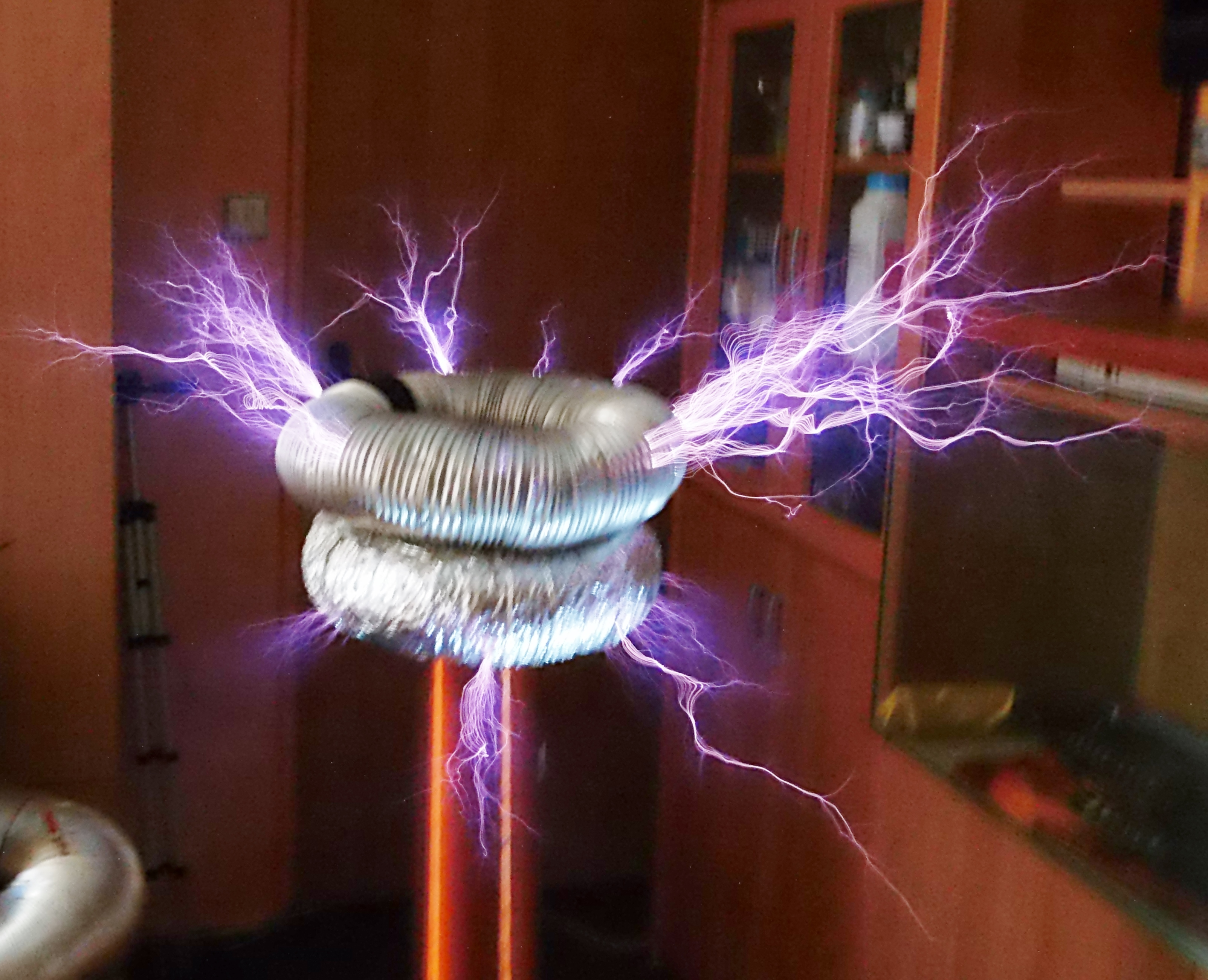
Резонантні кола можуть утворювати дуже високі напруги. Трансформатор Тесли це високопродуктивне резонансне коло.

Електричний резонанс виникає в електричному колі при певній резонансній частоті, коли імпеданси або адміттанси елементів кола анулюють один одного. В деяких колах, це відбувається у випадку, коли імпеданс між входом і виходом кола майже нульовий, а передавальна функція близька до одиниці.
Резонансні кола можуть видавати звук і можуть генерувати більші значення напруги і струму, ніж ті що на них подані. Вони широко використовуються у бездротовій (Радіозв'язок) передачі сигналів, або як для передачі так і для прийому.

## LC-коливальний контур
Резонанс в електричному колі, яке містить конденсатори і індуктивності виникає тому, що розрядження магнітного поля в котушці індуктивності створює електричний струм на її обмотках який заряджає конденсатор, а потім розрядження конденсатора забезпечує електричний струм, який створює магнітне поле в котушці. Цей процес продовжується безперервно. Аналогією цьому є механічний маятник, і обидва коливання є формою простого гармонічного коливання.
При резонансі, імпеданс послідовних двох елементів буде в мінімумі, а для паралельних елементів імпеданс в максимумі. Резонанс використовують для налаштування і фільтрування, оскільки він виникає на певній частоті для заданих значень індуктивності і ємності. Він може завдавати шкоди при роботі кіл комунікаційного обладнання, і спричиняти небажані постійні і нестійкі коливання, які можуть спричиняти шум, спотворення сигналу, і пошкодження елементів кола.
Оскільки індуктивний реактивний опір та ємнісний реактивний опір мають однакову величину, ωL = 1/ωC, маємо:
{\displaystyle \omega ={\frac {1}{\sqrt {LC}}}}
де ω = 2πf, в якій f - резонансна частота в герцах, L - індуктивність в генрі, і C  - ємність в фарадах, якщо використана Міжнародна система одиниць (SI).
Якість резонансу (наскільки довго він відбуватиметься після збудження) визначається його добротністю (англ. Q factor), яка є функцією опору. Ідеальний LC-контур мав би нескінченну добротність, але всі реальні кола мають опір, а меншу добротність можна наблизити більш точно за допомогою RLC-контуру.

## RLC-коливальний контур

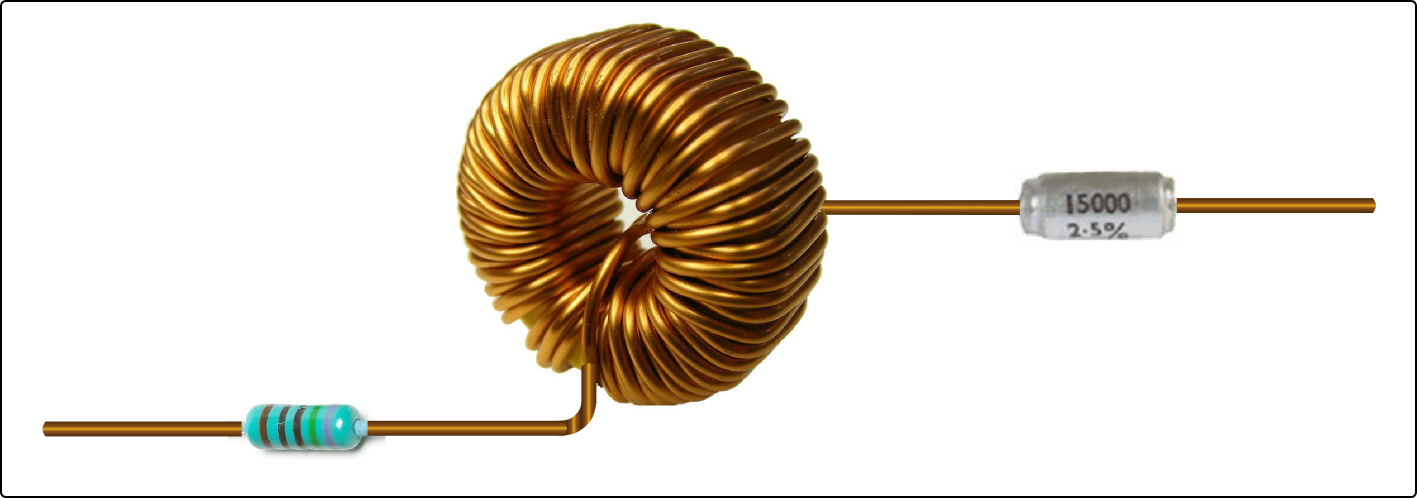
A series RLC circuit: a resistor, inductor, and a capacitor

Коливальний контур це електричне коло, яке складається із резисторів, котушки індуктивності і конденсатор, що можуть підключатися послідовно або паралельно. Коло утворює гармонічний осцилятор струму і резонує аналогічно LC-коливальному контуру. Основною відмінністю, яка виникає внаслідок наявності резистора, є те що будь-яке коливання індуковане колом буде згасати із часом, якщо не буде підтримуватися джерелом. Ця дія резистора називається згасанням. Присутність резистора також зменшує пікову частоту резонансу згасального коливання, хоча резонансна частота для керованого коливання залишається такою ж як у LC-коливального контуру. Деякий опір не можливо уникнути в реальних колах, навіть якщо резистор спеціально не включено у вигляді окремого компоненту. Чистий LC-коливальний контур це ідеальний стан, який існує тільки в теорії.

### Приклад
Послідовний коливальний контур має опір в 4 Ω, і індуктивність в 500 мГн, і перемінну ємність. Джерело напруги має 100 В і змінюється з частотою в 50 Гц.
При резонансі {\displaystyle X_{L}=X_{C}}. Необхідна ємність що забезпечить послідовний резонанс розраховується як:
{\displaystyle X_{C}=X_{L}=2\pi fL=2\pi \times 50\ Hz\times 0.5\ H=157.1\ \Omega }
{\displaystyle C={\frac {1}{2\pi fX_{C}}}={\frac {1}{2\pi \times 50\ Hz\times 157.1\ \Omega }}=20.3\ \mu F}
Резонансні напруги на котушці індуктивності і конденсаторі, {\displaystyle V_{L}} та {\displaystyle V_{C}}, буде дорівнювати:
{\displaystyle I={\frac {V}{Z}}=100\ V/4\ \Omega =25\ A}
{\displaystyle V_{L}=V_{C}=IX_{L}=25\ A\times 157.1\ \Omega =3927.5\ V}
Як показано в цьому прикладі, коли коливальний контур знаходиться в резонансі, величини напруг на котушці індуктивності та конденсаторі можуть бути в рази більшими ніж напруга вхідного джерела.